# Trzeci rząd Driesa van Agta

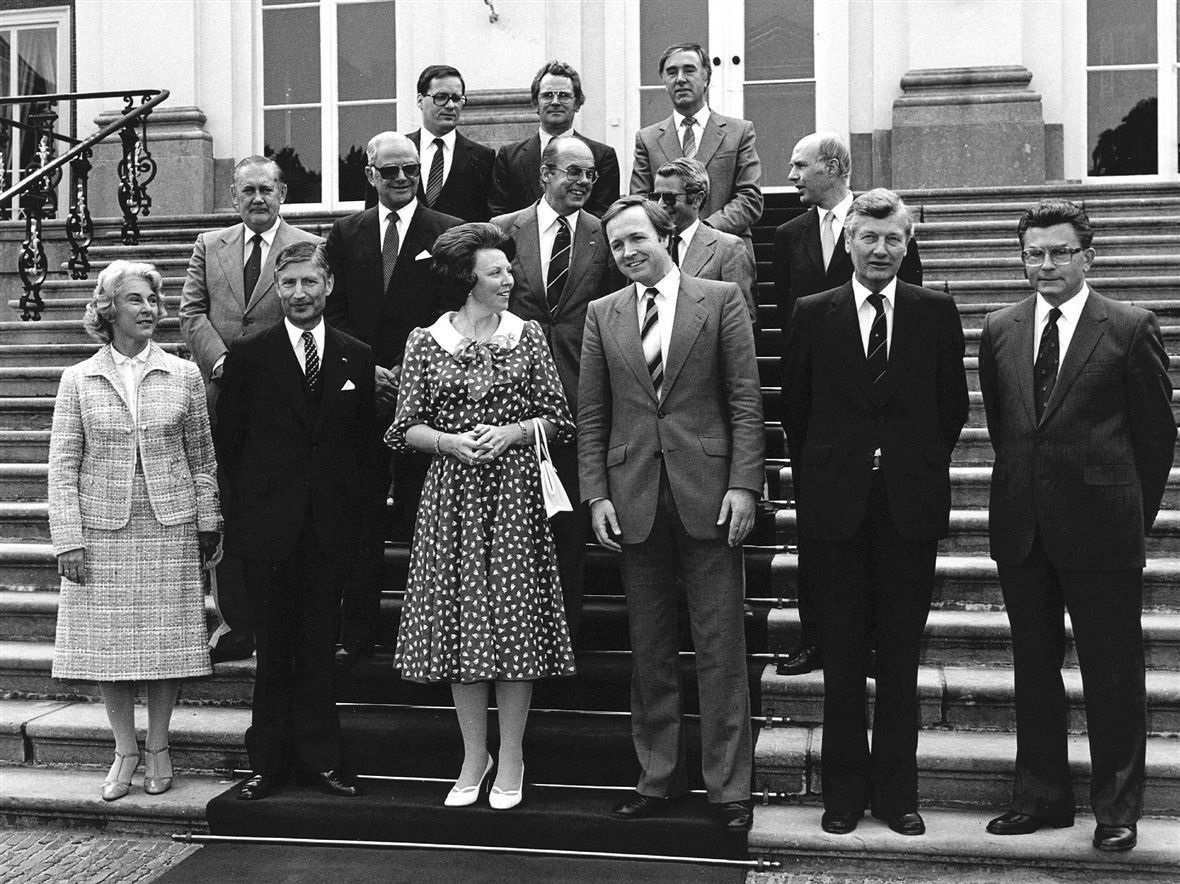
Ministrowie wraz z królową Beatrycze

Trzeci rząd Driesa van Agta (niderl. Kabinet-Van Agt III) – rząd Holandii urzędujący od 29 maja do 4 listopada 1982.
Tworzyła go koalicja Apelu Chrześcijańsko-Demokratycznego (CDA) oraz Demokratów 66 (D66). Zastąpił drugi gabinet tego samego premiera, powstał po opuszczeniu koalicji przez Partię Pracy. Był rządem przejściowym i mniejszościowym. Urzędował do czasu powołania po wyborach parlamentarnych gabinetu Ruuda Lubbersa.

## Skład rządu

### Ministrowie
- Premier, minister spraw zagranicznych: Dries van Agt (CDA)
- Wicepremier, minister gospodarki: Jan Terlouw (D66)
- Minister spraw wewnętrznych: Max Rood (D66)
- Minister finansów: Fons van der Stee (CDA)
- Minister sprawiedliwości: Job de Ruiter (CDA)
- Minister obrony: Hans van Mierlo (D66)
- Minister zdrowia i środowiska: Til Gardeniers-Berendsen (CDA)
- Minister spraw społecznych i pracy: Louw de Graaf (CDA)
- Minister edukacji i nauki: Wim Deetman (CDA)
- Minister transportu i gospodarki wodnej: Henk Zeevalking (D66)
- Minister rolnictwa i rybołówstwa, minister bez teki ds. Antyli Holenderskich: Jan de Koning (CDA)
- Minister mieszkalnictwa i planowania przestrzennego: Erwin Nypels (D66)
- Minister kultury, wypoczynku i pracy socjalnej: Hans de Boer (CDA)[1]
- Minister bez teki ds. rozwoju międzynarodowego: Kees van Dijk (CDA)

### Sekretarze stanu
- W resorcie spraw wewnętrznych: Gerard van Leijenhorst (CDA)
- W resorcie spraw zagranicznych: Hans van den Broek (CDA)
- W resorcie sprawiedliwości: Michiel Scheltema (D66)
- W resorcie gospodarki: Piet van Zeil (CDA), Wim Dik (D66)
- W resorcie spraw społecznych i pracy: Piet van Zeil (CDA, od czerwca 1982)
- W resorcie obrony: Jan van Houwelingen (CDA)
- W resorcie zdrowia i środowiska: Ineke Lambers-Hacquebard (D66)
- W resorcie edukacji i nauki: Ad Hermes (CDA)